# Протарас
35°00′51″ пн. ш. 34°03′14″ зх. д. / 35.01430° пн. ш. 34.05377° зх. д.
Протара́с (грец. Πρωταράς) — невелике курортне селище, що знаходиться на сході південної частини узбережжя Кіпру. Є частиною громади Паралімні, району Фамагуста.
Знаходиться поруч з іншим відомим курортом Ая-Напа, на відстані 6 км в північно-східному напрямку, та на відстані 54 км від аеропорту в м. Ларнака.
Протарас також відомий курорт, переважного для сімейного відпочинку з дітьми [Архівовано 3 серпня 2021 у Wayback Machine.]. Почав розвиватись з 80-х років минулого століття після турецької емансипації м. Фамагуста.
В Протарасі знаходиться відомий пляж — затока Фігового дерева (Fig Tree Bay). Має піщані пляжі, з пологим входом, вода в яких добре прогрівається. Берег в Протарасі піщаний, оточений мальовничими скелями, а сам курорт знаходиться в бухті, тому тут завжди безвітряно.

## Клімат
Протарас має переважно середземноморський субтропічний клімат, який характеризується вологою теплою зимою і сухим жарким літом.
В січні середня температура повітря +17 °C, води +15 °C.
В літні місяці середня температура +27 °C повітря, води +23 °C. Іноді повітря може прогріватися до +38˚С, але завдяки морському бризу спека переноситься досить легко.
Курортний сезон триває з квітня та до кінця жовтня.

## Визначні місця
В самому місті наступні цікаві місця:
- Пляж на затоці Фігового дерева.
- Національний парк Мис Греко.
- Каплиця Айос Еліас (Святого пророку Іллі), яка побудована на високій гранітній скелі з неприступними і майже стрімкими схилами, у XIV столітті. Її первинний вигляд зберігся до сьогоднішніх днів, в 1984 р. замість дерев'яної будівлі була побудована з цеглини. Відома також візантійський розписом. Звідси відкривається огляд майже всього міста. Церква освітлюється вночі, її видно відусюди в місті. До каплиці ведуть 153 кам'яних крутих сходинок. Біля церкви посаджено «дерево бажань», на якому слід зав'язати стрічку, щоб заповітна мрія збулася.

### Цікаві місця та розваги
У поселенні також відомі:
- Океанічний акваріум — в ньому проживає близько 1 тис. видів представників морської фауни. Окремо містяться вольєри з пінгвінами і крокодилами. Знаходиться на відстані 6 км від центру поселення, в бік м. Фамагуста.
- Шоу «Танцюючі фонтани» — фонтани, які витанцьовують під музику в колірних променях.

## Галерея

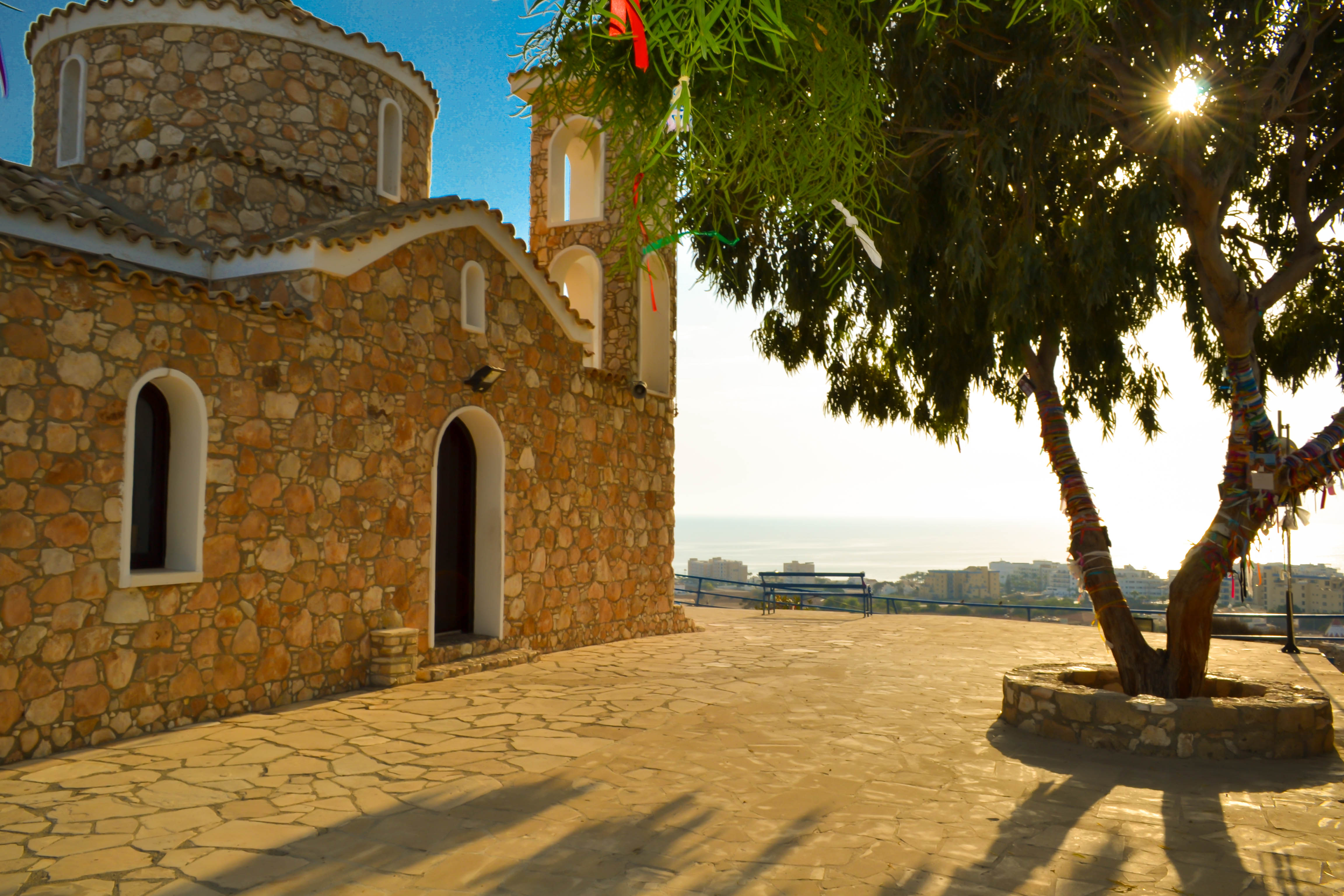
Каплиця Святого пророку Іллі
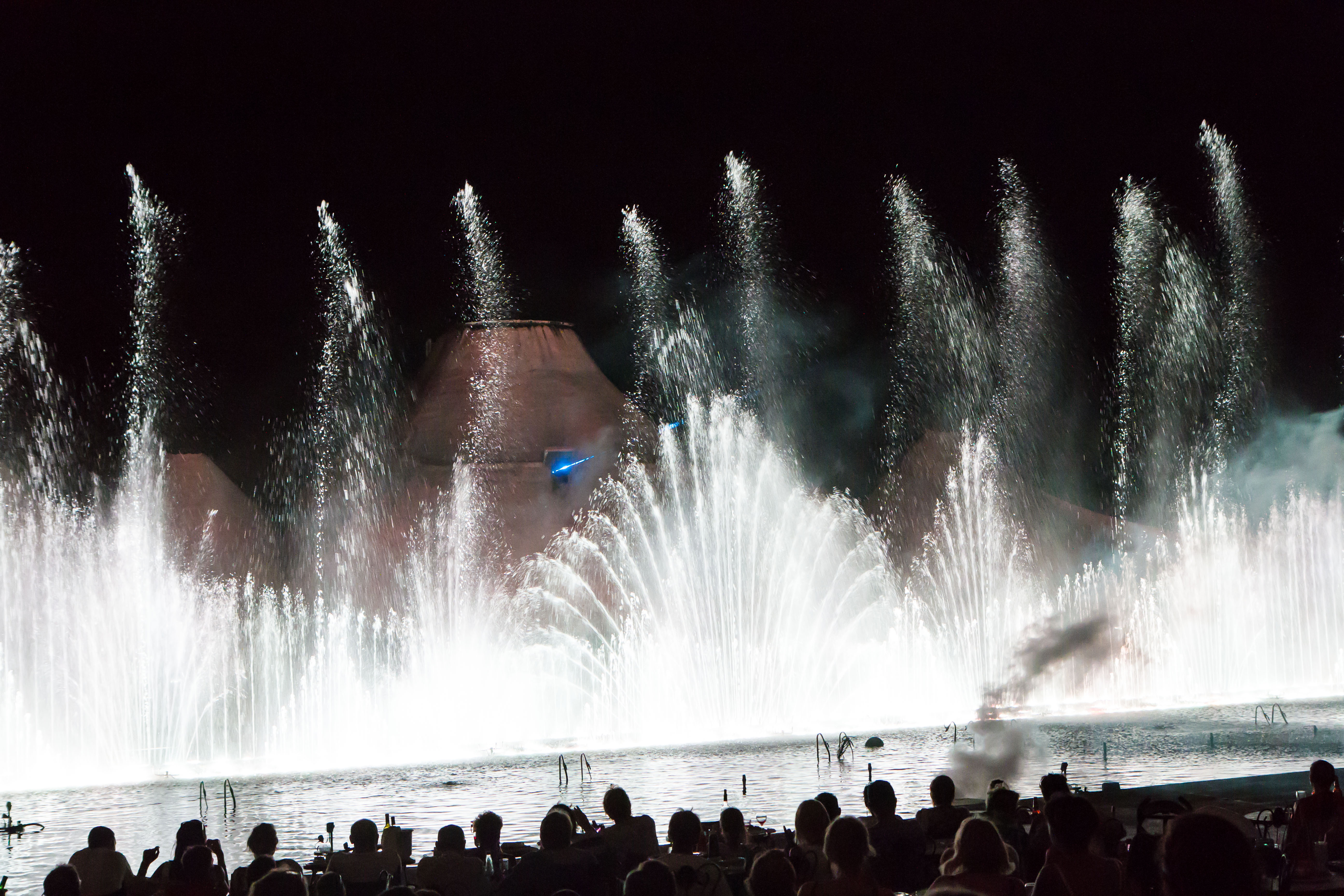
Шоу «Танцючі фонтани»